# Donovan Jackson
Donovan Jackson (geboren am 4. Dezember 2002 in Houston, Texas) ist ein US-amerikanischer American-Football-Spieler auf der Position des Guards. Er spielte College Football für die Ohio State Buckeyes und gewann mit dem Team 2024 das College Football Playoff National Championship Game. Im NFL Draft 2025 wurde er in der ersten Runde von den Minnesota Vikings ausgewählt.

## College
Jackson wurde in Houston, Texas, geboren. Er wuchs im Vorort Cypress auf und besuchte die Episcopal High School in Bellaire, einem weiteren Vorort von Houston.
Ab 2021 ging Jackson auf die Ohio State University, um College Football für die Ohio State Buckeyes zu spielen. Dort kam er als Freshman in allen 13 Spielen zum Einsatz, bevor er in seinem zweiten Jahr am College zum Starter avancierte. Er bestritt 2022 und 2023 insgesamt 26 Partien als Starter auf der Position des Left Guards. Diese Position bekleidete Johnson auch in der Saison 2024, bevor er nach fünf Spielen wegen des verletzungsbedingten Ausfalls des etatmäßigen Left Tackles Josh Simmons für den Rest der Saison auf dessen Position wechselte. Mit den Buckeyes gewann er das College Football Playoff National Championship Game, das Spiel um die nationale Meisterschaft im College Football, der Saison 2024. Insgesamt bestritt Jackson 55 Spiele für Ohio State, davon 40 als Starter. Er wurde dreimal in das All-Star-Team der Big Ten Conference sowie 2024 zum All-American gewählt.

## NFL
Im NFL Draft 2025 wurde Jackson an 24. Stelle in der ersten Runde von den Minnesota Vikings ausgewählt.